# Alcaldía de Ventanas
La Alcaldía de Ventanas es el organismo máximo de gobierno seccional en el cantón Ventanas al cual administra de forma autónoma al gobierno central. Está conformada por el alcalde, el concejo cantonal y las diferentes direcciones municipales.

## Base legal
La Alcaldía de Ventanas, está establecida sobre la base de lo que se estipula en la actual Constitución de la República del Ecuador, mediante sus artículos 253 y 264. Además de la Carta Magna, existe también la Ley de Régimen Municipal la cual ampara su autonomía funcional, económica y administrativa, mediante los artículos 1 y 16.

## Organización
La Alcaldía tiene un Reglamento Orgánico y Funcional que determina su estructura administrativa, la cual tiene sus bases en la Constitución Nacional. Sus integrantes son:
- El Alcalde de la ciudad,
- El concejo cantonal,
- Las Comisiones que integran cada uno de los concejales,
- Direcciones municipales, designados por el alcalde.

## Sitio WEB
Actualmente la Alcaldía de Ventanas cuenta con un sitio web amigable para todos los visitantes, lo pueden encontrar en el siguiente enlace www.ventanas.gob.ec, desarrollado por Byron Sánchez.